# Hippo (Océanide)
Pour les articles homonymes, voir Hippo (homonymie).
Hippo (en grec ancien Ἱππών / Hippṓn) est, dans la mythologie grecque archaïque, une Océanide, fille d'Océan et de Téthys citée par Hésiode dans sa liste d'Océanides.

## Fonctions et étymologie
Hippo signifie "cheval", les vagues étant assimilées ou comparées à des chevaux pour les grecs, Hippo était donc probablement une divinité en rapport avec celles-ci.

## Famille
Ses parents sont les titans Océan et Téthys. Elle est l'une de leur multiples filles, les Océanides, généralement au nombre de trois mille, et a pour frères les Dieux-fleuve, eux aussi au nombre de trois mille. Ouranos (le Flot) et Gaïa (la Terre) sont ses grands-parents tant paternels que maternels.

## Évocation moderne

### Astronomie
L'astéroïde (426) Hippo de la ceinture principale d'astéroïdes, découvert par Auguste Charlois le 25 août 1897, est nommé d'après l'Océanide.